# واسا کلکیو
واسا کلکیو (به لاتین: Vasa Kellakiou) یک روستا در قبرس است که در ناحیه لیماسول واقع شده‌است.

## خصوصیات
واسا کلکیو ۵۴ نفر جمعیت دارد.